# Beastie Boys
Beastie Boys var en amerikansk musikgrupp från Brooklyn i New York, bildad 1981 och upplöst 2014. Gruppen bestod under största delen av karriären av Michael "Mike D" Diamond (rap, trummor), Adam "Ad-Rock" Horovitz (rap, elgitarr) och Adam "MCA" Yauch (rap, elbas). Sedan albumet Hello Nasty (1998) var Michael "Mix Master Mike" Schwartz gruppens DJ.
Beastie Boys kan sägas vara legender inom hiphopen och revolutionerade musikstilen flera gånger genom åren. Sedan maj 2012 bestod gruppen endast av Michael Diamond och Adam Horovitz, efter att Adam Yauch avlidit på grund av cancer. I juni 2014 berättade Michael Diamond att Beastie Boys inte kommer att göra mer musik, på grund av ett löfte till den framlidne Adam Yauch.
Beastie Boys bildades i juli 1981 som ett hardcorepunkband. Ursprungsmedlemmar var de tidigare medlemmarna i gruppen The Young Aborigines (utom basisten Jeremy Shatan), som var Michael Diamond, John Berry och Kate Schellenbach plus den nye basisten Adam Yauch. Deras första medverkan var på samlingskassetten New York Thrash (1982), med de korta låtarna "Riot Fight" och "Beastie". Senare bytte Beastie Boys stil till hiphop. Deras första hiphopsingel blev "Cooky Puss" (1983), sedan släppte de fler singlar i mitten av åttiotalet. 1986 släppte de debutalbumet Licensed to Ill. Albumet blev en stor succé och har hittills sålts i över 5 miljoner exemplar.[när?]
Beastie Boys var en av de mest långlivade hiphop-grupperna och fortsatte länge att göra succé, mer än 20 år efter deras första album. I november 2007 blev de nominerade till Rock and Roll Hall of Fame. 2012 blev de invalda.

## Historia

### De tidiga åren: 1981–1983
Beastie Boys började som en punkrockgrupp 1979 under namnet "The Young Aborigines". Adam Yauch (MCA) gick med i gruppen 1981, och efter ett förslag av bandets gitarrist John Berry bytte de namn till Beastie Boys. Namnet "Beastie" är ibland tänkt att ha stått för "Beings Entering Anarchistic States Towards Internal Excellence", och initialerna B.B. var tänkta att härma punkbandet Bad Brains, men detta är tankar som kommit upp efter namnbytet enligt Mike D och MCA.
Fredagen den 13 november 1982 spelade Beastie Boys på Philip Puccis födelsedagsfest. Detta var bandets första filmade framträdande i filmen "Beastie", regisserad av Pucci. Puccis koncept för "Beastie" var att dela ut sex kameror till medlemmar i publiken som skulle filma bandet från sina vinklar, medan en kamera som skulle synkronisera ljudet filmade från en av balkongerna i teatern, där Beastie Boys uppträdde. Ett klipp som varade i en minut togs från "Beastie" och licensierades av Beastie Boys för användningen av klippet i "Egg Raid On Mojo", ett inslag i filmen "Skills to Pay the Bills" av Capitol Records.
Bandet fick snabbt inbjudningar som förband till Bad Brains, Dead Kennedys, Misfits och Reagan Youth på platser som CBGB och Max's Kansas City. På den sistnämnda platsen ägde konserten rum på under dess stängningsdag. Samma år spelade Beastie Boys in EP:n Pollywog Stew i 171A Studios, ett tidigt exempel på New York Hardcore.
John Berry lämnade gruppen och blev ersatt av Adam Horovitz (Ad-Rock) som tidigare hade spelat i punkbandet The Young And The Useless 1983. Det var då bandet spelade in sin första raplåt "Cooky Puss", baserad på en busringning av gruppen till Carvel Ice Cream. Låten blev en hit i New Yorks dansklubbar.

### Licensed to Ill: 1984–1987
Det var under den här tiden som Def Jams producent Rick Rubin hängde på och Beastie Boys bytte stil från en punkgrupp till en rapgrupp. Gruppen släppte ep:n Rock Hard 1984; den andra skivan från Def Jam som hade Rick Rubin som producent.
1985 öppnade bandet för John Lydons (tidigare Sex Pistols) punkband Public Image Ltd., samt Madonna under hennes turné Virgin i Nordamerika. Senare samma år var Beastie Boys med på turnén Raising Hell, tillsammans med Run-DMC, Whodini, LL Cool J och Timex Social Club. Efter att ha varit med på turnén kom gruppens låt "Hold It Now, Hit It" med på Billboards nationella topplistor för Dance och R&B. Låten "She's On It" från soundtracket till Krush Groove fortsatte i en rap/metal-stil medan en dubbelsingel med låtarna "Paul Revere" och "The New Style" släpptes i slutet på året.
Gruppen spelade in Licensed to Ill 1986 och släppte albumet i slutet på året. Det blev en stor succé, och fick bra kritik av musiktidningen Rolling Stone med en känd rubrik, "Three Idiots Create A Masterpiece". Licensed To Ill blev det bäst säljande rapalbumtet under 1980-talet och det första rapalbumet att komma på första plats på Billboards topplista för album. Albumet låg etta i fem veckor. Det är Def Jams snabbast säljande debutalbum hittills och har sålts i över fem miljoner exemplar. Albumets första singel, "Fight For Your Right", kom sjua på Billboards Hot 100, och videon spelades mycket på MTV. Bandet åkte sedan på turnén Licensed To Ill över hela världen det kommande året. Turnén blev kontroversiell på grund av att kvinnliga medlemmar i publiken dansade i burar och en stor motoriserad penis, liknande en som användes av Rolling Stones 1970. Turnén resulterade i rättegångar och arresteringar, p.g.a. att Beastie Boys blev anklagade för att ha provocerat publiken. Detta kulminerade i gruppens ökända framträdande på Royal Court Theatre i Liverpool i maj 1987 som urartade tio minuter efter att Beastie Boys gått in på scenen. Adam Horovitz blev senare arresterad för misshandel.
Efter succén från Licensed to Ill lämnade Beastie Boys Def Jam och Rick Rubin och skrev istället på för Capitol Records.

### Paul's Boutique / Check Your Head: 1988–1992

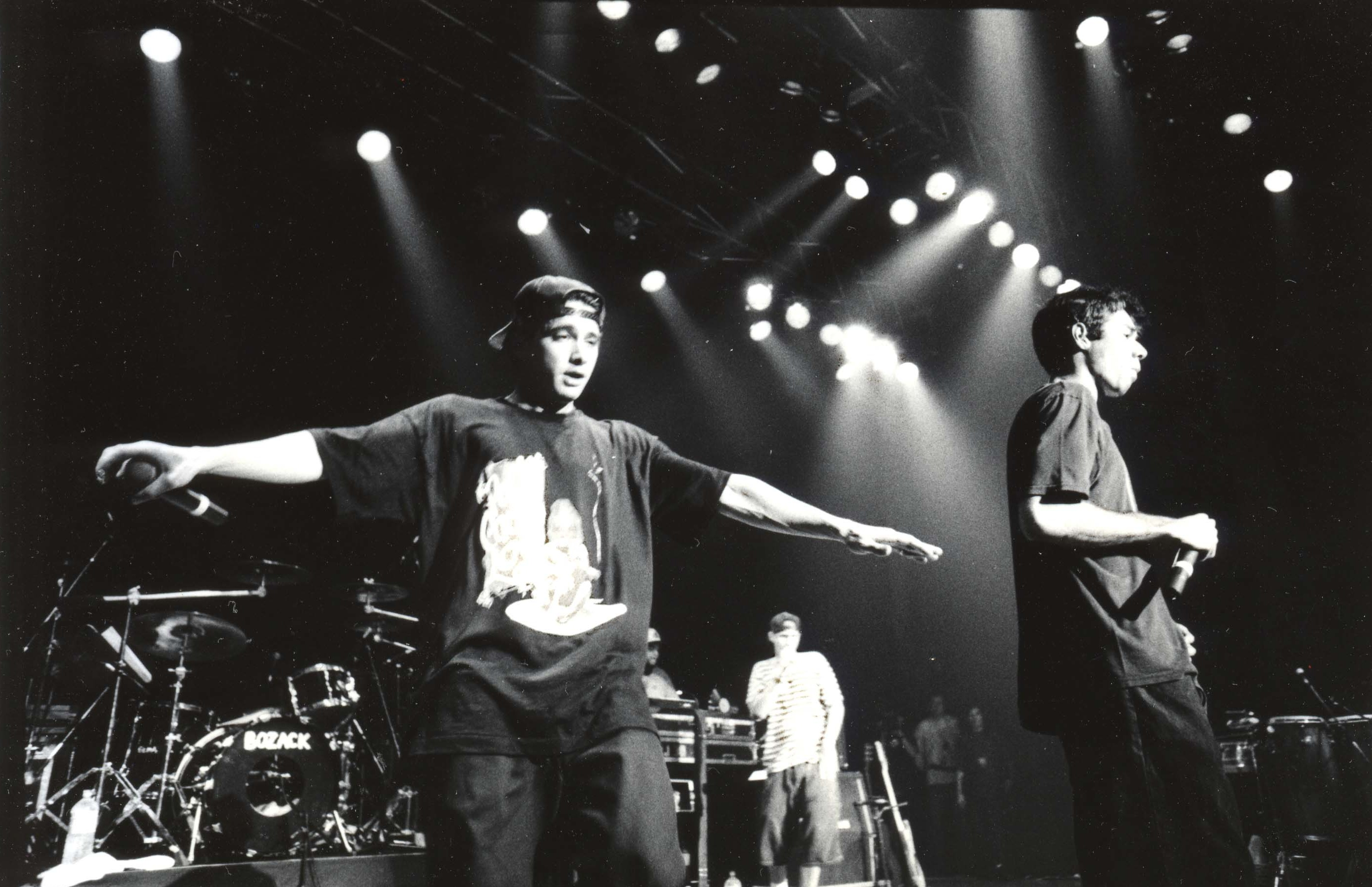
Beastie Boys cirka tidigt 1990-tal.

Gruppen mognade med sitt andra album Paul's Boutique, producerat av Dust Brothers och Matt Dike. Albumet, som spelades in 1988, bestod av mycket samplingar och är fortfarande sett som ett av Beastie Boys bästa album, och Rolling Stone rankade det på 156:e plats på listan "500 Greatest Albums of All Time". Det är också ansett som en milstolpe i hiphop p.g.a. dess intrikata användning av multi-lagring och samplingar. Albumet släpptes 1989 av Capitol Records. Det misslyckades att matcha säljningen av Licensed To Ill, och kom på plats 36 på Billboard Hot 100. Rolling Stone beskrev albumet som "hiphopens The Dark Side of the Moon". Paul's Boutique såldes i en miljon exemplar.
Det följande albumet Check Your Head spelades in i bandets egen studio "G-Son" i Atwater Village, Kalifornien och släpptes på dess eget skivbolag Grand Royal. Bandet var influerat att spela instrument på detta album av den holländska gruppen Urban Dance Squad; med Mike D på trummor, Yauch på bas, Horovitz på gitarr och Mark Ramos Nishita ("Keyboard Money Mark") på keyboard. Mario Coldato Jr. (Mario C) var hjärnan bakom albumet och kom att bli en lång tids samarbetare med Beastie Boys. Check Your Head släpptes 1992 och certifierades dubbel platina i USA, med en tionde plats på Billboard Hot 100. Singeln "So What'cha Want" kom på plats 93 på Billboard 100 och klättrade på listorna för urban och modern rock, medan singeln "Pass The Mic" blev en hit bland dansklubbar. Albumet introducerade också en mer experimentell riktning, med låtar inspirerade av jazz och funk, t. ex. "Lighten Up" och "Something's Got to Give". Till och med hardcore-punk var med, på låten "Time For Livin'".
Beastie Boys fick en rad eklektiska artister till bolaget Grand Royal, till exempel Luscious Jackson, Sean Lennon och den lovande australiensiske artisten Ben Lee. Beastie Boys ägde Grand Royal Records till 2001 då det blev sålt på grund av finansiella orsaker. Den första skivan som släpptes från Grand Royal var Luscious Jacksons album In Search Of Manny 1993. Beastie Boys publicerade också tidningen Grand Royal Magazine. Det första numret från 1993 bestod av en historia om Bruce Lee, konstverk av George Clinton och intervjuer med Kareem Abdul-Jabbar och Q-Tip. Grand Royal Magazine gav också det brittiska bandet Sneaker Pimps sitt namn.

### Ill Communication: 1993–1996
Ill Communication släpptes 1994 och hjälpte Beastie Boys att återvända till topplistorna när albumet debuterade på första plats på Billboard Top 200. Singeln "Sabotage" blev en hit på listorna för modern rock, och musikvideon, regisserad av Spike Jonze, spelades ofta på MTV. "Get It Together" nådde tio-i-topp på Billboards topplistor för dance och blev också en urban hit medan "Sure Shot" blev en danshit.
Beastie Boys var favoriterna på Lollapalooza (en musikfestival) 1994, tillsammans med The Smashing Pumpkins. Utöver det framförde bandet tre konserter (i New York, Los Angeles och Washington D.C.) för att få in pengar till Milarepafonden och tillägnade inkomsterna från "Shambala" och "Bhodisattva Vow" från Ill Communication till fonden. Milarepafondens mål är att öka uppmärksamheten om de tibetanska rättigheterna för människor och Dalai Lamas landsflykt. 1996 organiserade Yauch Tibetan Freedom Concert, en två dagars festival i Golden Gate Park i San Francisco med över 100 000 åskådare.
1995 visade sig Beastie Boys popularitet när biljetter för en arenaturné blev utsålda på ett par minuter. En dollar från varje såld biljett gick till lokal välgörenhet. För första gången turnerade Beastie Boys i Sydamerika och sydöstra Asien. 1995 släppte bandet också Aglio e Olio, en samling på åtta sånger som varar elva minuter och gick tillbaka till bandets tidiga punkrötter.

### Hello Nasty: 1998–2001
Beastie Boys återvände till New York 1997 för att spela in albumet Hello Nasty. Albumet visade en betydlig musikalisk skiftning med tillskottet Mix Master Mike, som lade till sin kinetiska DJ-stil i Beastie Boys musik. Hello Nasty släpptes 14 juli 1998 och såldes i 698 527 exemplar under första veckan i USA.
Albumet gick spikrakt upp till första plats på topplistorna i Storbritannien, Tyskland, Australien, Holland, Nya Zeeland och Sverige. Albumet kom tvåa i Kanada och Japan och nådde tio-i-topp i Österrike, Schweiz, Irland, Belgien, Finland, Frankrike och Israel.
Beaste Boys vann två Grammys 1999, "Grammy Award för bästa Alternativa Musik-Album" för Hello Nasty och "Bästa Rap-Framträdande" för "Intergalactic". Detta var första och hittills enda gången ett band vunnit i både den alternativa och rapkategorin.
Beastie Boys startade en arenaturné 1998. Genom Ian C. Rogers gjorde bandet nedladdningar av livespelningar tillgängliga för sina fans men detta tillintetgjordes när Capitol Records raderade dem från sin hemsida. Beastie Boys var ett av de första banden som gjorde nedladdningar av mp3-filer tillgängliga på deras hemsida; De fick hög respons och offentlig medvetenhet som resultat och en artikel Wall Street Journal som publicerade bandets ansträngningar.

### To the 5 Boroughs: 2002–2006

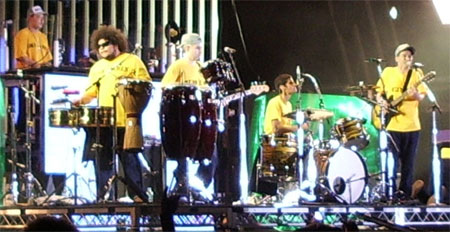
Beastie Boys live i Melbourne, Australien 2005. Från vänster till höger: Mix Master Mike, Alfredo Ortiz, MCA, Mike D, Ad-Rock och Keyboard Money Mark (utanför bild).

Bandet ökade sin nivå av politisk aktivitet efter 11 september-attackerna, och organiserade New Yorkers Against Violence Concert i oktober 2001. Inkomsterna från konserten gick till New York Women's Foundation Disaster Relief Fund och New York Association for New Americans.
2002 började Beastie Boys bygga en ny studioanläggning, OscilloScope, i Manhattan, New York och började på ett nytt album. Bandet släppte en protestsång, "In A World Gone Mad", mot Irakkriget 2003 som en gratis nedladdning på flera webbsidor, till exempel Milarepas hemsida, MTV:s hemsida och MoveOn.org. Låten blev den mest nedladdade i april 2003.
Singeln "Ch-Check It Out" debuterade i ett avsnitt från den första säsongen av The O.C., "The Vegas. Avsnittet sändes den 28 april 2004.
To the 5 Boroughs släpptes över hela världen den 15 juni 2004. Det var det första album som Beastie Boys producerade helt själva. Albumet kom på första plats på Billboard Album Charts, andra plats i Storbritannien och Australien och på tredje plats i Tyskland. Den första singeln "Ch-Check It Out" kom på första plats i Kanada och på US Modern Rock Tracks, andra plats på Internet Download Charts och på tredje plats på en sammansatt lista för modern rock.

### The Mix-Up: 2007–2008

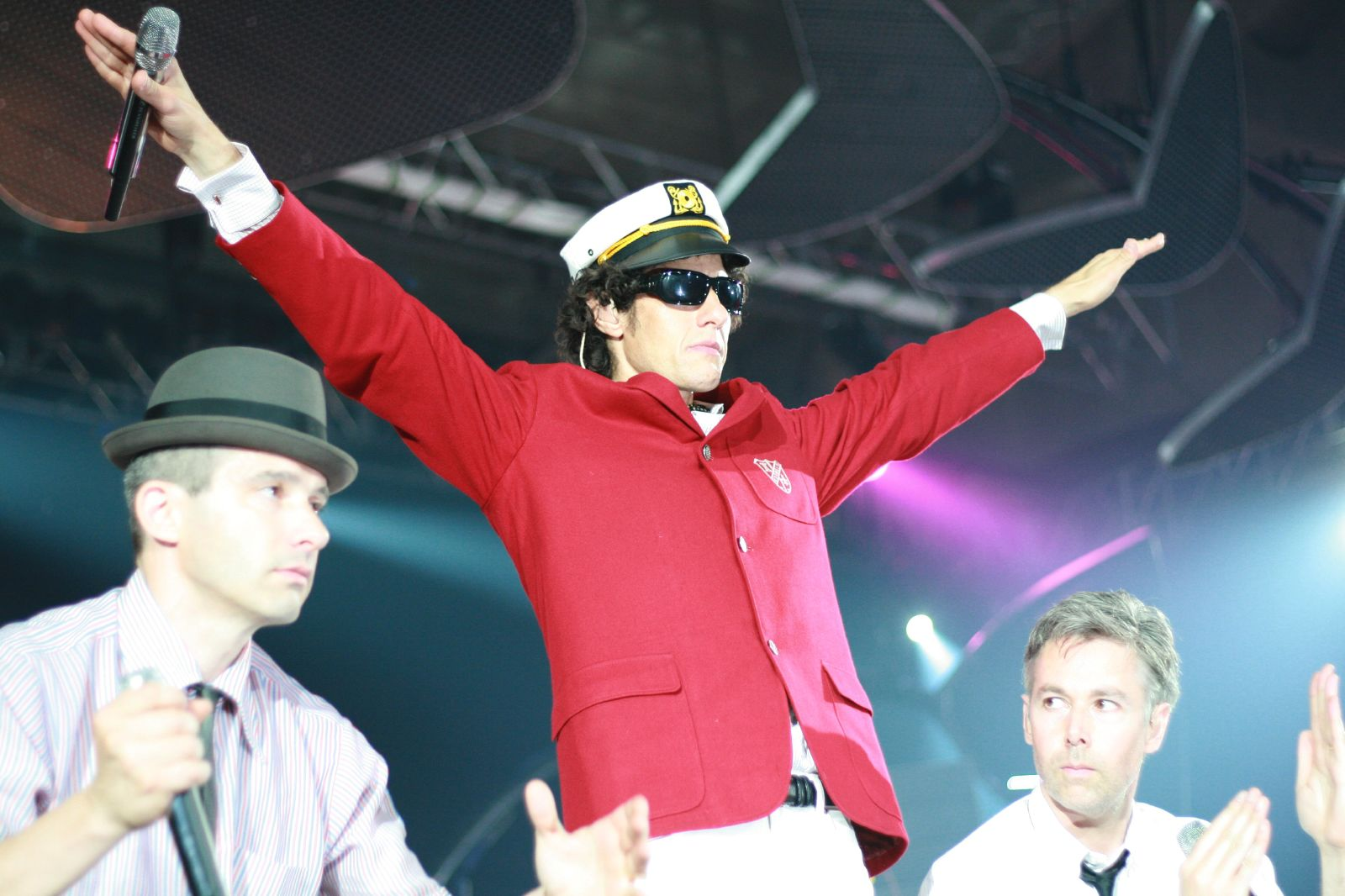
Ad-Rock, Mike D och MCA 2007.

Diamond sa i den brittiska musiktidningen NME att ett nytt album skulle heta The Mix-Up. Trots förvirring om huruvida albumet skulle ha texter istället för att vara instrumentalt rapporterade bloggen Mic-to-Mic att albumet skulle vara instrumentalt och gav även felaktigt ut släppningsdatumet 10 juli 2007 (Albumet släpptes den 26 juli).
För att stödja släppningen av albumet blev en rad livedatum annonserade som fokuserade på festivaler istället för en traditionell turné, inklusive Roskilde (Danmark), Electric Picnic (Irland) och Open'er Festival (Polen).
Bandet vann en Grammy för The Mix-Up i kategorin "Bästa Pop-Instrumentala Album" 2008.

### Hot Sauce Committee: 2009–2012
Den 25 maj meddelade Beastie Boys på talkshowen Late Night with Jimmy Fallon att det nya albumet skulle heta Hot Sauce Committee, och inte Tadlock's Glasses som var det tidigare förslaget. Gruppen kommer att turnera i Storbritannien senare i år för att stödja det nya albumet. Gruppen har också meddelats att rubricera årets upplaga av Osheaga Festival i Montréal tillsammans med Coldplay. Andra framträdanden på festivalen kommer att inkludera Arctic Monkeys, The Roots, Jason Mraz med mera.

### Influens
Bandets sammansmältning av hiphop och punkrock kan vara ansedda som föregångare till genrerna rapcore och nu metal från slutet av 90-talet vilka inkluderade band som Limp Bizkit, Korn och Rage Against the Machine. Dock så distanserar Ad Rock gruppen från genrerna med texten "Created a monster with these rhymes I write, goatee metal rap please say goodnight."
Tillsammans med The Dust Brothers var bandet ledare i användningen av sampling-tekniker, med Paul's Boutique som ett exempel på mycket sampling. The Dust Brothers samplade i sin tur "So What'cha Want" på låten "E-Pro" från Becks album Guero från 2005.
Dessutom, trots att de sällan är krediterade, så var Beastie Boys en av de första grupperna att identifiera sig som "gangstrar", och en av de första rapgrupperna att prata om våld, alkohol och andra droger, troligen influerat från deras tid som en punkgrupp. Enligt tidningen Rolling Stone innehöll deras album Licensed to Ill tillräckligt med referenser till pistoler, droger och sex för att kvalificeras som en hörnsten inom gangsta-rap. I deras tidiga underground-dagar rappade den inflytelserika gruppen N.W.A över Beastie Boys-låtar som "My Posse" och "Ill-Legal", och influenser av Beastie Boys är tydligt i N.W.As tidiga album.
Beastie Boys har haft fyra album sedan 1986 på toppen av listorna (Licensed to Ill, Ill Communication, Hello Nasty och To The 5 Boroughs). I november 2004 rankade Rolling Stone låten "Sabotage" som 475:a på deras lista "500 greatest songs of all time", och Beastie Boys blev själva rankade 77:a på listan "100 greatest artists of all time". Den 27 september 2007 stod det klart att Beastie Boys var en av nio nomineringar till 2008 års intagningar i Rock and Roll Hall of Fame.

## Diskografi

### Studioalbum
- 1986 – Licensed to Ill
- 1989 – Paul's Boutique
- 1992 – Check Your Head
- 1994 – Ill Communication
- 1998 – Hello Nasty
- 2004 – To the 5 Boroughs
- 2007 – The Mix-Up
- 2011 – Hot Sauce Committee Part Two

### Samlingar
- 1994 – Some Old Bullshit
- 1996 – The In Sound from Way Out!
- 1999 – Anthology: The Sounds of Science
- 1999 – The Sounds of Science
- 2005 – Solid Gold Hits
- 2007 – Best of Grand Royal 12's

### Mixtapes
- 1984 – Rat Music for Rat People
- 2004 – New York State of Mind

### EP
- 1982 – Pollywog Stew
- 1983 – Cooky Puss
- 1984 – Rock Hard
- 1989 – Love American Style (även känd som "Shake Your Rump"-singeln)
- 1994 – Pretzel Nugget E.P
- 1995 – Aglio e Olio
- 1995 – Root Down
- 1999 – Scientists of Sound (The Blow Up Factor Vol. 1)